# 醫事放射師

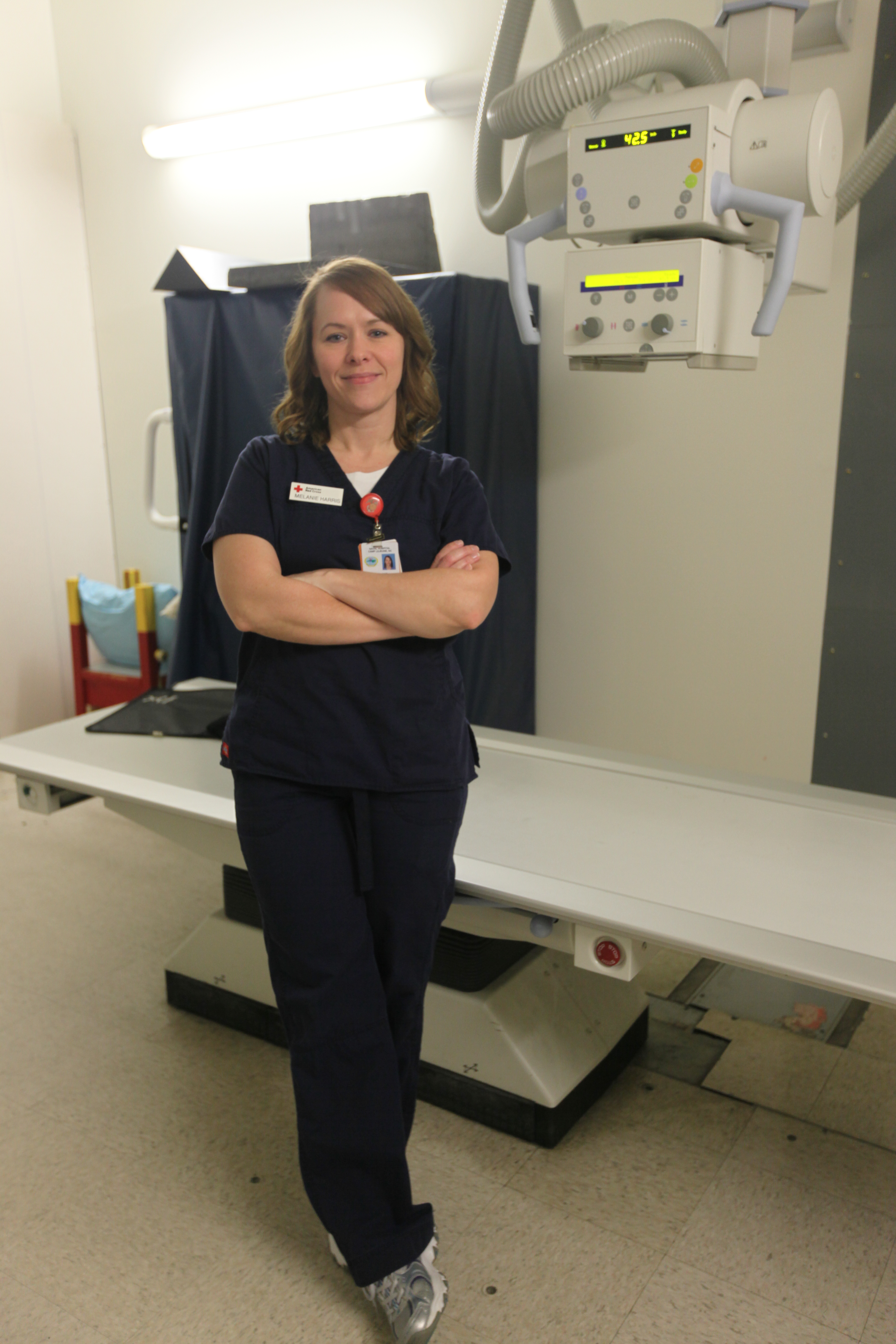
一名放射技師在X光儀器前

，是在醫療院所中從事專業輻射相關診療業務的醫事人員。

## 檢覆
2000年1月14日立法院通過醫事放射師法，根據該法第一條規定：中華民國國民經醫事放射師考試及格，並依本法領有醫事放射師證書者，得充任醫事放
射師。中華民國國民於本法公布施行前，經醫用放射線技術師考試或檢覈及格者，得依該法請領醫事放射師證書，充任醫事放射師。

## 業務管轄
無論是立法後之醫事放射師或是立法前之醫用放射線技術師皆需經由考試院舉辦之國家考試及格始得領有證照並從事相關業務。立法後，所有醫事人員皆受衛生部門之管理與監督。

## 業務範圍

### 台灣
根據醫事放射師法規定，醫事放射師之業務範圍如下：
一、放射線診斷之一般攝影。
二、核子醫學體外檢查。
三、放射線診斷之特殊攝影及造影。
四、放射線治療。
五、核子醫學診斷之造影及體內分析檢查。
六、核子醫學治療。
七、磁振及非游離輻射診斷之造影。
八、超音波檢查。
九、其他經中央衛生主管機關認定之項目。

## 相關電視劇
- 2018年韓國tvN電視台《致忘了詩的你》：雖以物理治療師為主要角度切入，但亦提及與醫事放射師等專業醫療人員的互動。
- 2019年日本富士電視台《X光室的奇蹟～放射科的診斷報告～》